# Ishe Smith
Pour les articles homonymes, voir Smith.
Ishe Smith est un boxeur américain né le 22 juillet 1978 à Las Vegas, Nevada.

## Carrière
Ancien participant à la première saison de l'émission The Contender en 2005, il devient champion du monde des super-welters IBF le 23 février 2013 en battant aux points son compatriote Cornelius Bundrage. Il est en revanche battu dès le combat suivant aux points par Carlos Molina le 14 septembre 2013.